# Arinna
Arinna je bila veliko kultno središte hetitske božice Sunca, poznate kao dUTU URUArinna  "Sunčeva božica Arinne (likijski Arñna, grčki Xanthos)".
Ona je jedna od tri najvažnija solarna božanstva hetitskog panteona, pored UTU nepišaš "sunca neba" i UTU taknaš "sunca zemlje".
Njen pratitelj je bio bog vremena Teshub; ona, Teshub i njezina djeca su izvedeni iz hatskog panteona.
Smatrana je za najviše božanstvo zemlje.